# Erioptera (Mesocyphona) saturata
Erioptera (Mesocyphona) saturata is een tweevleugelige uit de familie steltmuggen (Limoniidae). De soort komt voor in het Neotropisch gebied.